# Honeko Akabane's Bodyguards
Honeko Akabane's Bodyguards (赤羽骨子のボディガード?, Akabane Honeko no Bodigādo) è un manga scritto e disegnato da Masamitsu Nigatsu. È stato serializzato sulla rivista shōnen Weekly Shōnen Magazine di Kōdansha dal 21 settembre 2022 al 20 novembre 2024, con i capitoli raccolti in 12 volumi tankōbon. Un adattamento cinematografico live-action è stato proiettato nelle sale giapponesi il 2 agosto 2024.

## Trama
Honeko Akabane e Ibuki Arakuni sono amici d'infanzia fin da quando erano bambini. Ibuki prova dei sentimenti per Honeko ed è ferocemente protettivo nei suoi confronti, il che porta spesso a dei litigi. Honeko lo rimprovera sempre per la sua avventatezza, ma gli è profondamente grata per la sua presenza, poiché si sente al sicuro con lui. L'incrollabile determinazione di Ibuki a proteggere Honeko deriva dalla conoscenza della sua vera eredità. È la figlia di una potente organizzazione yakuza e destinata a diventarne il prossimo leader dopo la scomparsa del padre. Per questo motivo, le organizzazioni rivali stanno complottando per eliminarla, ingaggiando persino degli assassini professionisti. Per tenere Honeko al sicuro, viene adottata da una famiglia di avvocati, nascondendo i suoi legami con la yakuza. Ibuki è diventato la sua guardia del corpo per un anno, anche se non è solo: anche tutti i loro amici e compagni di classe sono stati assegnati come guardie del corpo di Hoenko. La storia segue la vita quotidiana della classe 3-4 mentre proteggono Honeko a sua insaputa, esplorando anche la nascente storia d'amore tra Honeko e Ibuki.

## Media

### Manga
Il manga, scritto e disegnato da Masamitsu Nigatsu, è stato serializzato sulla rivista shōnen Weekly Shōnen Magazine di Kōdansha dal 21 settembre 2022 al 20 novembre 2024. I capitoli sono stati raccolti in 12 volumi tankōbon pubblicati dal 17 gennaio 2023 al 17 gennaio 2025.
In Italia la serie è stata annunciata durante il Lucca Comics & Games 2023 da Panini Comics che la pubblica sotto l'etichetta Planet Manga nella collana Manga Sun dall'11 luglio 2024.
Kōdansha ha pubblicato il manga digitalmente in inglese attraverso il suo servizio digitale K Manga. Nel marzo 2024, Kodansha USA ha annunciato di aver concesso la licenza per la pubblicazione del manga in formato cartaceo, con il primo volume uscito il 28 gennaio 2025. La serie viene distribuita anche in Francia da Pika Édition.

#### Volumi
| 1  | 17 gennaio 2023 | ISBN 978-4-06-530272-9 | 11 luglio 2024    |
| 1  | Capitoli - 1. L'impegno di Arakuni Ibuki (威吹荒邦の奔走?, Ibuki Arakuni no honsō) - 2. I sospetti della III sezione 4 (3年4組の疑心?, San-nen yon-kumi no gishin) - 3. Le pene di Honeko Akabane (赤羽骨子の受難?, Akabane Honeko no junan) - 4. L'impazienza di Masachika Jingu (尽宮正親の焦燥?, Jingu Masachika no shōsō) - 5. I 50 minuti di Arakuni Ibuki (威吹荒邦の50分?, Arakuni Ibuki no gojū-bu) |                        |                   |
| 2  | 16 marzo 2023 | ISBN 978-4-06-530932-2 | 12 settembre 2024 |
| 2  | Capitoli - 6. La fine di Masachika Jingu (尽宮正親の終焉?, Jingū Masachika no shūen) - 7. Il traditore della III-4 (3年4組の裏切り者?, San-nen yon-kumi no uragirimono) - 8. La raccomandazione di Sumihiko Somejima (染島澄彦の推薦?, Somejima Sumihiko no suisen) - 9. Le preoccupazioni di Honeko Akabane (赤羽骨子の屈託?, Akabane Honeko no kuttaku) - 10. Orfeo negli Inferi (地獄のオルフェ?, Jigoku no Orufe) - 11. Il vecchio rivale di Nei Togeya (棘屋寧の宿敵?, Togeya Nei no shukuteki) - 12. La promessa solenne di Arakuni Ibuki (威吹荒邦の宣誓?, Ibuki Arakuni no sensei) - 13. L'anticonformista dell'Istituto Kinugashima (鬼怒ヶ島高校の異端児?, Kinugashima kōkō no itanji) - 14. Le pene di Masachika Jingu (尽宮正親の受難?, Jingu Masachika no junan)                                                                     |                        |                   |
| 3  | 17 maggio 2023 | ISBN 978-4-06-531561-3 | 16 gennaio 2025   |
| 3  | Capitoli - 15. Il nervosismo di Honeko Akabane (赤羽骨子の焦燥?, Akabane Honeko no shōsō) - 16. La vera forza della III-4 (3年4組の実力?, San-nen yon-kumi no jitsuryoku) - 17. L'invidia della III-4 (3年4組の羨望?, San-nen yon-kumi no senbō) - 18. Le convinzioni di Arakuni Ibuki (威吹荒邦の信条?, Ibuki Arakuni no shinjō) - 19. Il contrattacco dell'Istituto Kinugashima (鬼怒ヶ島高校の逆襲?, Kinugashima kōkō no gyakushū) - 20. La gita della III-4 (3年4組の修学旅行?, San-nen yon-kumi no shūgakuryokō) - 21. Il battesimo del traditore (裏切り者の洗礼?, Uragirimono no senrei) - 22. La partenza della III-4 (3年4組の出発?, San-nen yon-kumi no shuppatsu) - 23. La luce della luna (月の光?, Tsuki no hikari) |                        |                   |
| 4  | 14 luglio 2023 | ISBN 978-4-06-532189-8 | 16 gennaio 2025   |
| 4  | Capitoli - 24. L'incontro segreto con la traditrice (裏切り者の密会?, Uragirimono no mikkai) - 25. Il consenso di Honeko Akabane (赤羽骨子の承諾?, Akabane Honeko no shōdaku) - 26. La dipartita di Masachika Jingu (尽宮正親の往路?, Jingu Masachika no ōro) - 27. Gli esami di fine semestre di Arakuni Ibuki (威吹荒邦の期末テスト?, Arakuni Ibuki no kimatsu Tesuto) - 28. La sconfitta di Kuran Shuto (首藤孔蘭の失墜?, Shutō Kōran no shittsui) - 29. Le indagini da infiltrati della III-4 (3年4組の潜入捜査?, San-nen yon-kumi no sen'nyū sōsa) - 30. Il rappresentante della Compagnia dei cani da caccia (猟犬商会の代表?, Ryōken shōkai no daihyō) - 31. L'avanzata di Jo Kagara (嘉柄譲の前進?, Kagara Jō no zenshin) - 32. La famigliola delle pompe funebri (救世葬苑の親子?, Kuzesōen no oyako)                                    |                        |                   |
| 5  | 14 settembre 2023 | ISBN 978-4-06-532896-5 | 13 marzo 2025     |
| 5  | Capitoli - 33. L'ossessione di Yamihime Higure (日暮弥美姫の妄執?, Higure Yamihime no mōshū) - 34. La cerimonia di chiusura del semestre della III-4 (3年4組の終業式?, San-nen yon-kumi no shūgyō-shiki) - 35. La spada di Yamihime Higure (日暮弥美姫の剣?, Higure Yamihime no ken) - 36. L'aspirazione della III-4 (3年4組の憧憬?, San-nen yon-kumi no dōkei) - 37. L'impeto di Arakuni Ibuki (威吹荒邦の激情?, Arakuni Ibuki no gekijō) - 38. Il valzer del cagnolino (子犬のワルツ?, Koinu no Warutsu) - 39. Il brano di addio (別れの曲?, Wakare no kyoku) - 40. La salvatrice della III-4 (3年4組の助っ人?, San-nen yon-kumi no suketto) - Extra. La chiusura dei conti di Masachika Jingu (尽宮正親の清算?, Jingu Masachika no seisan) |                        |                   |
| 6  | 16 novembre 2023 | ISBN 978-4-06-533548-2 | 8 maggio 2025     |
| 6  | Capitoli - 41. Per colpa di Arakuni Ibuki (威吹荒邦の所為?, Ibuki Arakuni no seii) - 42. L'epilogo del traditore (裏切り者の種明かし?, Uragirimono no taneakashi) - 43. Il seguito di Sumihiko Somejima (染島澄彦の続き?, Somejima Sumihiko no tsuzuki) - 44. Il traditore delle Pompe Funebri (救世葬苑の裏切り者?, Kuzesōen no uragirimono) - 45. La figuraccia di Sumihiko Somejima (染島澄彦の醜態?, Somejima Sumihiko no shūtai) - 46. L'epilogo di Arakuni Ibuki (威吹荒邦の種明かし?, Ibuki Arakuni no taneakashi) - 47. Il saluto dell'amore (愛の挨拶?, Ai no aisatsu) - 48. Gli sforzi di Honeko Akabane (赤羽骨子の奔走?, Akabane Honeko no honsō) - 49. L'attacco feroce di Honeko Akabane (赤羽骨子の強襲?, Akabane Honeko no kyōshū)                                                                                                |                        |                   |
| 7  | 16 febbraio 2024 | ISBN 978-4-06-534575-7 | 10 luglio 2025    |
| 7  | Capitoli - 50. L'aiutante di Arakuni Ibuki (威吹荒邦の立て役者?, Ibuki Arakuni no tateyakusha) - 51. Il truffatore della III-4 (３年４組の詐欺師?, San-nen yon-kumi no sagishi) - 52. L'addio di Suzaku Umishiro (海代朱雀の決別?, Umishiro Suzaku no ketsubetsu) - 53. L'apertura di Masahito Jingu (尽宮正人の開口?, Jingu Masahito no kaikō) - 54. Il biglietto di sfida di Masachika Jungu (尽宮正親の挑戦状?, Jingu Masachika no chōsen jō) - 55. Il nuovo semestre all'Istituto superiore Sosoji (錚々児高校の新学期?, Sōsōji kōkō no shingakki) - 56. I dispetti degli ex membri del clan Jingu (元尽宮組の嫌がらせ?, Moto Jingu-gumi no iyagarase) - 57. Prendere con le buone Arakuni Ibuki (威吹荒邦の懐柔?, Ibuki Arakuni no kaijū) - 58. Le guardie del corpo di Honeko Akabane (赤羽骨子のボディガード?, Akabane Honeko no Bodigādo) |                        |                   |
| 8  | 17 aprile 2024 | ISBN 978-4-06-535189-5 | 11 settembre 2025 |
| 8  | Capitoli - 59. (威吹荒邦のシナリオ?, Ibuki Arakuni no Shinario) - 60. (首藤孔蘭のアドリブ?, Shutō Kōran no Adoribu) - 61. (威吹桜の幕間?, Ibuki Sakura no makuai) - 62. (真名上朋恵の明転?, Managami Tomoe no akaten) - 63. (威吹丈夫のいぶし銀?, Ibuki Takeo no ibushigin) - 64. (三姉妹のフィナーレ?, Sanshimai no Fināre) - 65. (赤羽骨子のカーテンコール?, Akabane Honeko no Kāten Kōru) - 66. (愛の夢?, Ai no yume) - 67. (威吹荒邦の奇縁?, Ibuki Arakuni no kien) |                        |                   |
| 9  | 17 luglio 2024 | ISBN 978-4-06-535803-0 | —                 |
| 9  | Capitoli - 68. (孤堂惣慈の拘り?, Kodō Sōji no kodawari) - 69. (孤堂一家の十八男?, Kodō ikka no jūhachi otoko) - 70. (首藤孔蘭の奮起?, Shutō Kōran no funki) - 71. (首藤孔蘭の奮闘?, Shutō Kōran no funtō) - 72. (首藤孔蘭の忠告?, Shutō Kōran no chūkoku) - 73. (首藤孔蘭の報告?, Shutō Kōran no hōkoku) - 74. (赤羽骨子の告白?, Akabane Honeko no kokuhaku) - 75. (ワルキューレの騎行?, Warukyūre no kikō) - 76. (尽宮正親の迎春?, Jingu Masachika no geishun) |                        |                   |
| 10 | 17 settembre 2024 | ISBN 978-4-06-536779-7 | —                 |
| 10 | Capitoli - 77. (尽宮正親の青春?, Jingū Masachika no seishun) - 78. (生徒会役員の大罪?, Seitokai yakuin no taizai) - 79. (威吹荒邦の本気?, Ibuki Arakuni no honki) - 80. (赤羽骨子の最後?, Akabane Honeko no saigo) - 81. (尽宮正人の清算?, Jingū Masahito no seisan) - 82. (３年４組の資金調達?, San-nen yon-kumi no shikin chōtatsu) - 83. (孤堂悦の邂逅?, Kodō Etsu no kaikō) - 84. (孤堂惣慈の暗礁?, Kodō Sōji no anshō) - 85. (染島澄彦の孝行?, Somejima Sumihiko no kōkō) |                        |                   |
| 11 | 15 novembre 2024 | ISBN 978-4-06-537438-2 | —                 |
| 11 | Capitoli - 86. (3年4組の強化合宿?, San-nen yon-kumi no kyōka gasshuku) - 87. (赤羽骨子の暴走?, Akabane Honeko no bōsō) - 88. (首藤孔蘭の本懐?, Shutō Kōran no honkai) - 89. (3年4組の紅白戦?, San-nen yon-kumi no kōhaku-sen) - 90. (3年4組の行く先?, San-nen yon-kumi no yukusaki) - 91. (3年4組のカチコミ?, San-nen yon-kumi no kachikomi) - 92. (孤堂由真の執念?, Kodō Yuma no shūne) - 93. (3年4組の必殺技?, San-nen yon-kumi no hissatsu waza) - 94. (孤堂紫炎の執念?, Kodō Shien no shūnen) |                        |                   |
| 12 | 17 gennaio 2025 | ISBN 978-4-06-538048-2 | —                 |
| 12 | Capitoli - 95. (染島澄彦の約束?, Somejima Sumihiko no yakusoku) - 96. (孤堂一家のフルスコア?, Kodō ikka no furusukoa) - 97. (孤堂惣慈の羨望?, Kodō Sōji no senbō) - 98. (孤堂惣慈の物語?, Kodō Sōji no monogatari) - 99. (孤堂由真の献身?, Kodō Yuma no kenshin) - 100. (孤堂由真の遺言?, Kodō Yuma no yuigon) - 101. (威吹荒邦の決着?, Ibuki Arakuni no ketchaku) - 102. (赤羽骨子の答辞?, Akabane Honeko no tōji) - 103. (威吹荒邦の完走?, Ibuki Arakuni no kansō) |                        |                   |

### Film live-action
Nel febbraio 2024 è stato annunciato che la serie avrebbe ricevuto un adattamento cinematografico live-action. Il film ha come protagonista Raul nel ruolo di Ibuki Arakuni ed è diretto da Junichi Ishikawa, con la sceneggiatura di Hiroyuki Yatsu. Il film è stato proiettato nelle sale giapponesi il 2 agosto 2024.

## Accoglienza
La serie è stata nominata per il Next Manga Award nella categoria cartacea nel 2023.